# Lake Sherwood (Kalifornija)
Lake Sherwood je naseljeno područje za statističke svrhe u američkoj saveznoj državi Kalifornija. Prema popisu stanovništva iz 2010. u njemu je živjelo 1.527 stanovnika.